# Tomáš Kopecký

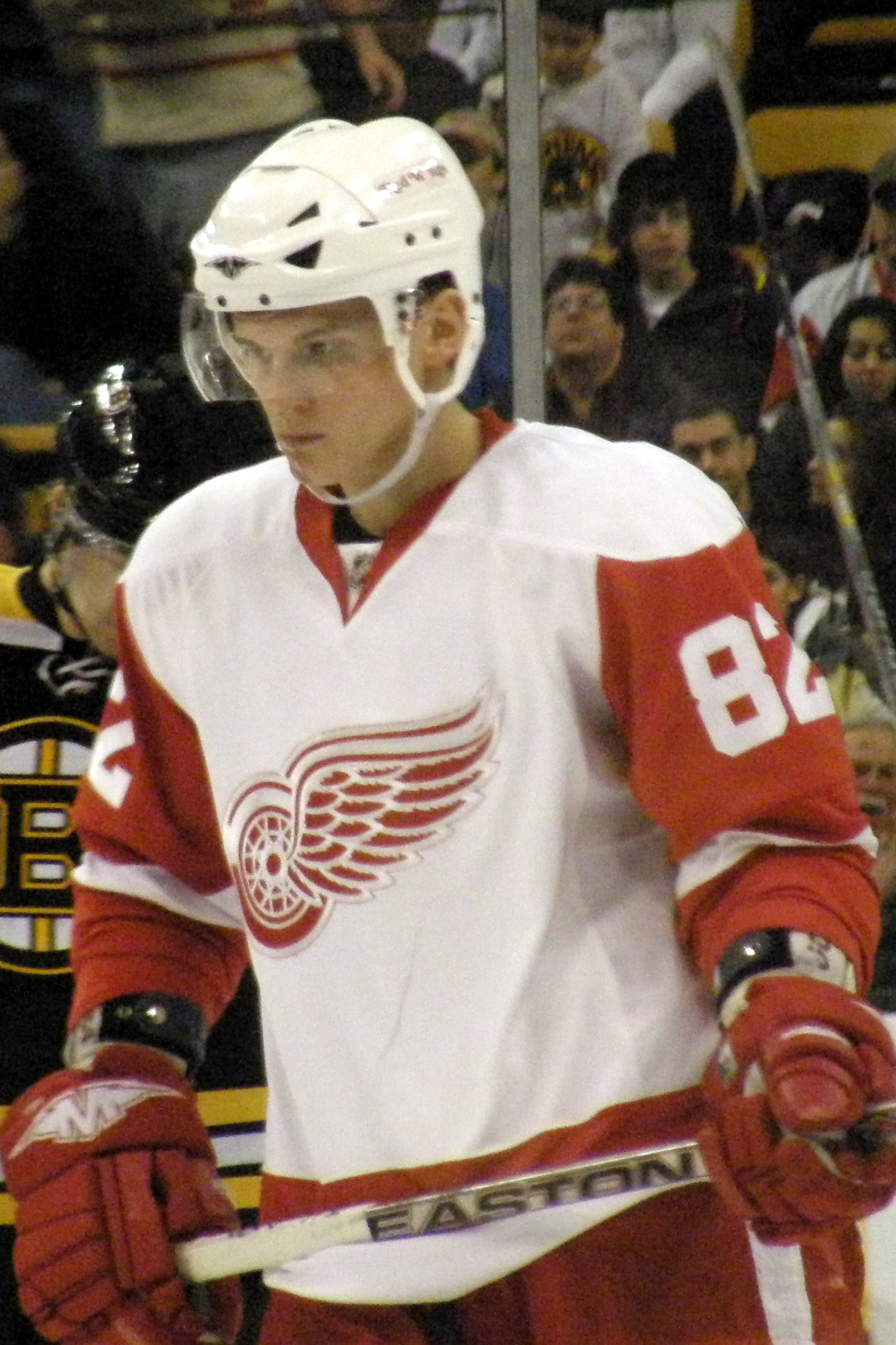
Tomáš Kopecký i Detroit Red Wings.

Tomáš Kopecký, född 5 februari 1982 i Ilava, Tjeckoslovakien, är en slovakisk ishockeyspelare som spelar för HC Oceláři Třinec i Extraliga. Han valdes som 38:e spelare totalt i NHL-draften 2000 av Detroit Red Wings.
Tomáš Kopecký debuterade för Detroit Red Wings säsongen 2005–06 men spelade bara en match. Säsongen därefter fick han spela 26 matcher och gjorde ett mål. Säsongen 2007–08 fick han spela 77 matcher i grundserien men ingen i slutspelet, dock blev han ändå registrerad som vinnare för den Stanley Cup som Red Wings vann våren 2008. Inför säsongen 2009–10 skrev Kopecký på för Chicago Blackhawks tillsammans med vännen och landsmannen Marián Hossa. De skulle senare vara med och vinna Stanley Cup med Blackhawks 2010.
Säsongen 2010–11 blev en personlig framgång för Kopecký. Han gjorde 15 mål och 42 poäng på 81 matcher. Till skillnad från andra hockeyspelare i Blackhawks drabbades han inte av någon "Stanley Cup bakfylla" utan producerade fler poäng än vad han gjort tidigare under sin karriär. Detta skulle medföra att han kunde begära en högre lön inför nästa säsong. Den 28 juni 2011 valde Blackhawks att byta bort Kopeckýs kontraktsrättigheter till Florida Panthers i utbytte mot ett val i sjunde rundan i NHL-draften 2012. Redan nästa dag valde han att skriva på ett fyraårskontrakt med klubben. 

## Klubbar i NHL
- Detroit Red Wings
- Chicago Blackhawks
- Florida Panthers

## Statistik

### Klubbkarriär
| 2000–01    | Lethbridge Hurricanes   | WHL        | 49  | 22 | 28  | 50  | 52  | 5  | 1 | 1 | 2 | 6  |
| 2000–01    | Cincinnati Mighty Ducks | AHL        | 1   | 0  | 0   | 0   | 0   | —  | — | — | — | —  |
| 2001–02    | Lethbridge Hurricanes   | WHL        | 60  | 34 | 42  | 76  | 94  | 4  | 2 | 1 | 3 | 15 |
| 2001–02    | Cincinnati Mighty Ducks | AHL        | 2   | 1  | 1   | 2   | 6   | 2  | 0 | 0 | 0 | 0  |
| 2002–03    | Grand Rapids Griffins   | AHL        | 70  | 17 | 21  | 38  | 42  | 14 | 0 | 0 | 0 | 6  |
| 2003–04    | Grand Rapids Griffins   | AHL        | 48  | 6  | 6   | 12  | 28  | 1  | 0 | 0 | 0 | 2  |
| 2004–05    | Grand Rapids Griffins   | AHL        | 48  | 8  | 8   | 16  | 35  | —  | — | — | — | —  |
| 2005–06    | Grand Rapids Griffins   | AHL        | 77  | 32 | 40  | 72  | 123 | 16 | 3 | 4 | 7 | 25 |
| 2005–06    | Detroit Red Wings       | NHL        | 1   | 0  | 0   | 0   | 2   | —  | — | — | — | —  |
| 2006–07    | Detroit Red Wings       | NHL        | 26  | 1  | 0   | 1   | 22  | 4  | 0 | 0 | 0 | 6  |
| 2007–08    | Detroit Red Wings       | NHL        | 77  | 5  | 7   | 12  | 43  | —  | — | — | — | —  |
| 2008–09    | Detroit Red Wings       | NHL        | 79  | 6  | 13  | 19  | 46  | 8  | 0 | 1 | 1 | 7  |
| 2009–10    | Chicago Blackhawks      | NHL        | 74  | 10 | 11  | 21  | 28  | 17 | 4 | 2 | 6 | 8  |
| 2010–11    | Chicago Blackhawks      | NHL        | 81  | 15 | 27  | 42  | 60  | 1  | 0 | 0 | 0 | 0  |
| 2011–12    | Florida Panthers        | NHL        | 80  | 10 | 22  | 32  | 32  | 7  | 1 | 0 | 1 | 4  |
| 2012–13    | HC Dukla Trenčín        | Extraliga  | 5   | 2  | 2   | 4   | 0   | —  | — | — | — | —  |
| 2012–13    | Florida Panthers        | NHL        | 47  | 15 | 12  | 27  | 28  | —  | — | — | — | —  |
| 2013–14    | Florida Panthers        | NHL        | 49  | 4  | 8   | 12  | 18  | —  | — | — | — | —  |
| 2014–15    | Florida Panthers        | NHL        | 64  | 2  | 6   | 8   | 28  | —  | — | — | — | —  |
| 2015–16    | HC Oceláři Třinec       | Extraliga  | 38  | 9  | 9   | 18  | 34  | 5  | 1 | 1 | 2 | 6  |
| NHL totalt | NHL totalt              | NHL totalt | 578 | 68 | 106 | 174 | 307 | 37 | 5 | 3 | 8 | 25 |